# 香山 (元朝)
香山（?—?），元朝大臣，阿速人，口兒吉之孙，的迷的兒之子。
元武宗至大元年（1308年）四月，封三宝奴为渤国公，香山为宾国公。元仁宗时直宿衛。天曆元年（1328年）九月，元文宗和元天顺帝争位，香山從戰宜興，擊殺敵兵七人，从早到晚，退却敵兵一十三處。以功賜一金帶，授左阿速衛都指揮使。十二月，加伯颜太保，不花帖木儿太尉，香山司徒。